# MÁV MIa
Die MÁV MIa, ab 1911 MÁV 11, ab 1957 MÁV 175, war eine Tenderlokomotivreihe der Ungarischen Staatsbahn MÁV für den Nebenbahnverkehr auf schwachem Oberbau. Sie wurde aus der MÁV MI entwickelt und war wie diese für leichte Personenzüge auf Nebenbahnen gedacht.

## Geschichte

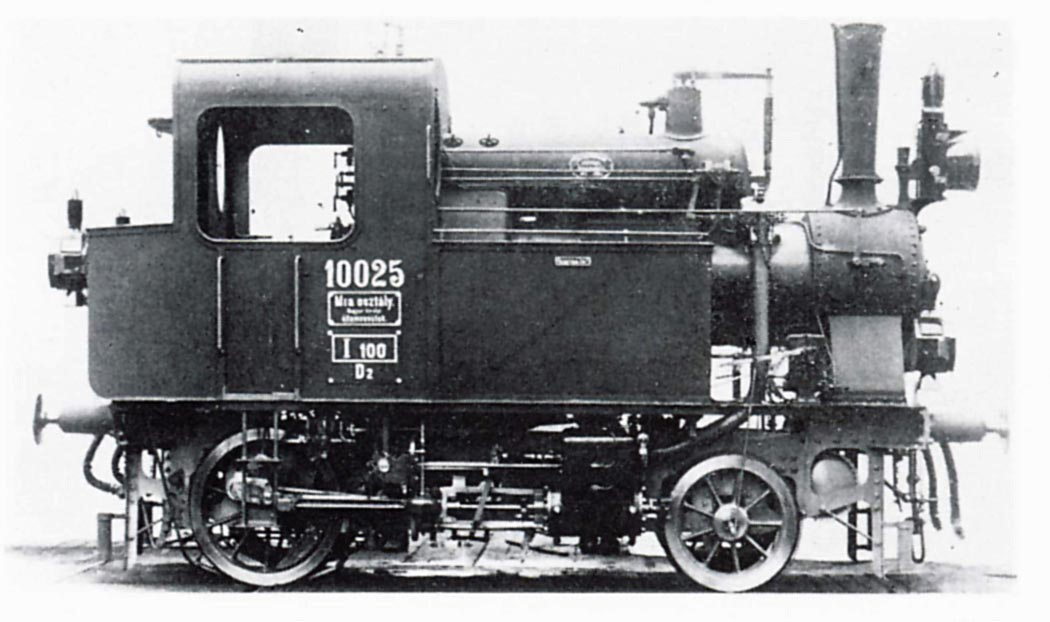

Die Lokomotiven sollten um 1910 einen wirtschaftlicheren Personenzug-Verkehr ermöglichen, so wie es mit der MÁV XII mit vorwiegend gemischten Zügen praktiziert wurde. Besonders an Geschwindigkeit und Zugkraft sollte die neue Lokomotive der MÁV XII überlegen sein. Es wurden 1910 eine erste Serie von 23 Lokomotiven ausgeliefert, 1913 folgten die restlichen acht Maschinen.
Lokomotiven dieser Baureihe wurden zudem im Bestand der C.F.R. und der JŽ eingesetzt. Ob diese in den Lieferungen beinhaltet waren, ist unbekannt.
Sie beförderten auf Nebenbahnen, vorwiegend um Miskolc, Debrecen, Nyíregyháza und Mezőtúr eingesetzt, auf ebener Strecke 100 t Zuglast mit einer Geschwindigkeit von 60 km/h.
Bald entstand Konkurrenz in Form der zunehmenden Motorisierung auf Nebenbahnen und den Einsatz der stärkeren MÁV-Baureihe 22. Das hatte Umbeheimatungen zur Folge, besonders in die Gegend von Dombóvár, Siklós und Kaposvár. Bereits vor 1945 wurden viele Maschinen ausgemustert oder verkauft.
Zum Zeitpunkt der Umzeichnung in die MÁV-Baureihe 175 1957 waren noch vier Lokomotiven vorhanden. Sie erhielten die Nummern 175 002, 009, 012, 014. Die Lokomotiven wurden alle zwischen 1959 und 1963 verschrottet.

## Technische Merkmale
Zum Unterschied zur MÁV MI wurden bei dieser Baureihe die Radsätze vertauscht, der Laufradsatz war vorn und der Treibradsatz hinten angeordnet. Der Achsstand war geringer und weitere Details wie der Kohlekasten wurden anders ausgeführt.
Die Verbundlokomotiven waren mit einem Brotankessel ausgestattet. Dies erforderte bei zwei Zylindern eine speziellen Anfahrvorrichtung. Der Dampfverbrauch war größer als bei den Zwillingsmaschinen.
Nach 1925 wurde das Triebwerk auf ein Zwillingstriebwerk umgebaut und die Maschinen erhielten einen Kleinrohrüberhitzer. Dadurch verringerte sich die Verdampfungsheizfläche auf 23,5 m² und es kamen 7 m² Überhitzerheizfläche hinzu. Der Kesseldruck änderte sich auf 14 oder teilweise 15 bar. Die Zugkraft stieg bis auf 21 kN.